# Phạm Thị Hân
Phạm Thị Hân là nữ chính trị gia người Việt Nam. Bà hiện giữ chức vụ Ủy viên Ban Thường vụ Tỉnh ủy, Chủ tịch Ủy ban Mặt trận Tổ quốc Việt Nam tỉnh Quảng Bình.

## Tiểu sử
Về tuổi, theo báo Tiền phong, khi được bầu làm Chủ tịch Ủy ban Mặt trận Tổ quốc Việt Nam tỉnh Quảng Bình vào tháng 7 năm 2019, bà 41 tuổi, còn theo báo điện tử VOV (Đài tiếng nói Việt Nam) thì lúc này bà 46 tuổi.
Bà có trình độ Cử nhân Lịch sử và thạc sĩ kinh tế chính trị .
Phạm Thị Hân là đảng viên Đảng Cộng sản Việt Nam.
Ngày 28 tháng 12 năm 2011, tại Đại hội Đại biểu Phụ nữ tỉnh Quảng Bình lần thứ 14 nhiệm kỳ 2011-2016 tổ chức tại Đồng Hới, bà được bầu làm Chủ tịch Hội Liên hiệp Phụ nữ tỉnh Quảng Bình nhiệm kì 2011-2016.
Ngày 22 tháng 10 năm 2015, tại Đại hội Đảng bộ tỉnh Quảng Bình lần thứ 16, bà được bầu vào Ban Chấp hành Đảng bộ tỉnh Quảng Bình nhiệm kì 2015-2020.
Phạm Thị Hân còn là Đại biểu Hội đồng nhân dân tỉnh Quảng Bình khóa 17 nhiệm kì 2016-2021 thuộc tổ đại biểu thị xã Ba Đồn.
Ngày 24 tháng 7 năm 2019, tại Đại hội lần thứ 13 nhiệm kì 2019-2024 tổ chức tại thành phố Đồng Hới của Ủy ban Mặt trận Tổ quốc Việt Nam tỉnh Quảng Bình, bà Phạm Thị Hân được bầu giữ chức vụ Chủ tịch Ủy ban Mặt trận Tổ quốc Việt Nam tỉnh Quảng Bình nhiệm kì 2019-2024. Lúc này bà đang là Tỉnh ủy viên Tỉnh ủy Quảng Bình, Chủ tịch Hội phụ nữ tỉnh Quảng Bình.